# SN 1054

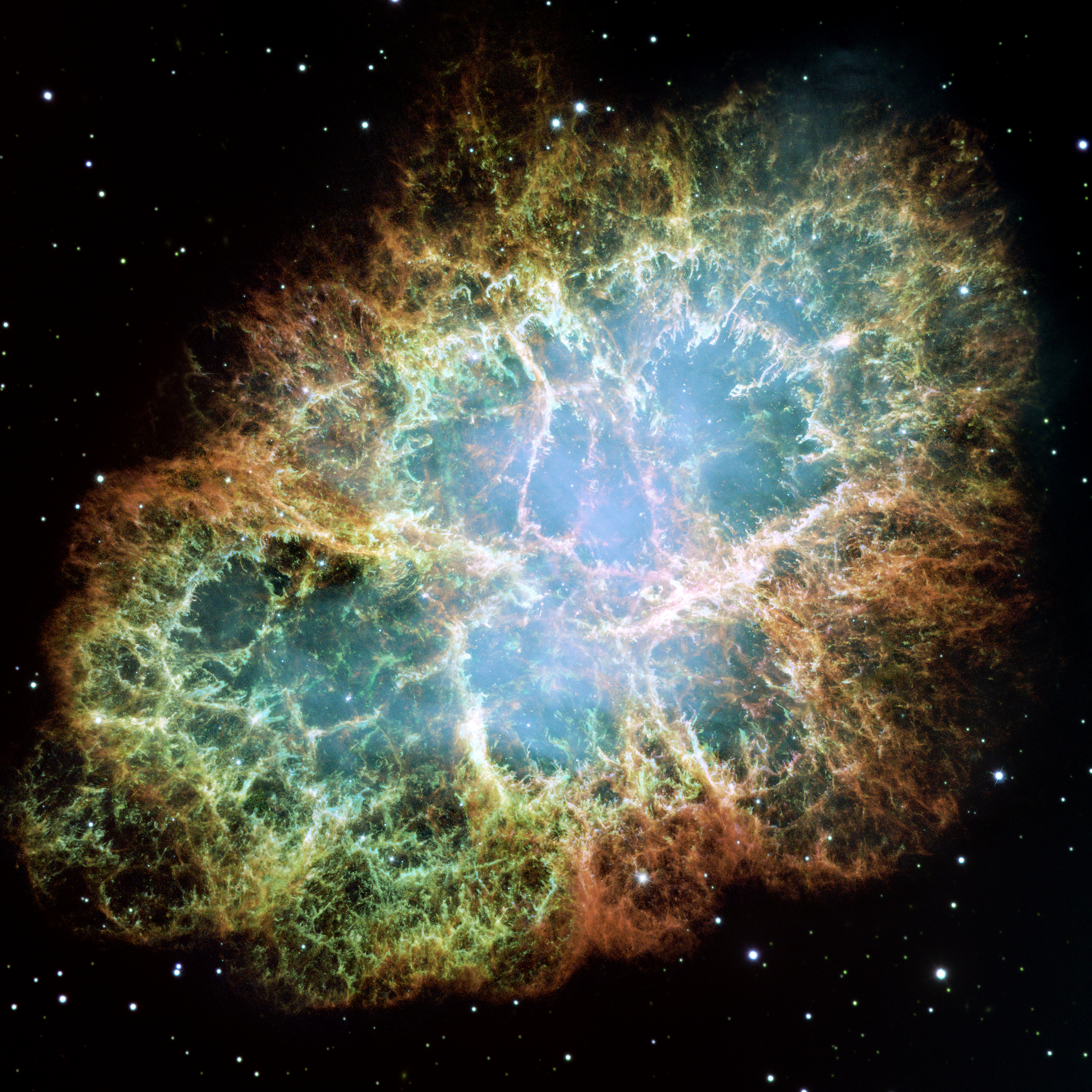
Krabí mlhovina, pozůstatek supernovy

SN 1054 nebo Supernova 1054 byla supernova poprvé pozorovaná ze Země 4. července 1054. Zaznamenali ji čínští a arabští astronomové, kteří uvádějí, že byla viditelná přes den 23 dní a v noci 653 dní. Pravděpodobně to byla supernova typu II. Na místě supernovy SN 1054 se dnes nachází Krabí mlhovina. Krabí mlhovina má také označení Messier 1, jako první objekt, který do svého katalogu zaznamenal francouzský astronom Charles Messier v roce 1774. V roce 1963 se z oblasti mlhoviny podařilo detekovat rentgenové záření. Jeho zdrojem je objekt s názvem Taurus X-1. Energie, kterou vyzařuje mlhovina v rentgenovém spektru je 100krát vyšší než energie vyzařována ve viditelné části spektra. V centru mlhoviny byl objeven 9. listopadu 1968 pomocí 300metrové antény v observatoři Arecibo (Portoriko) pulzující rádiový zdroj nazvaný Krabí pulsar. Kolem své osy se otočí 30krát za sekundu.

## Historie pozorování
Tento vesmírný úkaz zřejmě pozorovali arabští (Ibn Butlán) i čínští astronomové. V Severní Americe možná příslušníci indiánského kmene Hopiů (jak dokládají objevené skalní kresby z této doby). Americké kresby ale mohou reprezentovat jiné úkazy (Halleyova kometa).